# 南冀州
南冀州，中国北魏时設置的州。

## 沿革
北魏武泰元年（528年），割濟州之平原郡、冀州之清河郡、相州之陽平郡合三郡置南冀州，治平原郡聊城縣王城（今山東省聊城市東昌府區東）。永安中（528年－530年），廢南冀州，三郡還屬本州。

## 刺史
- 路思令（528年－？）[2]